# Висбю
Висбю (на шведски: Visby) е град в югоизточна Швеция.

## География
Висбю е най-големият град на шведския остров Готланд. Той е главен административен център на едноименните лен Готланд и община Готланд. Разположен е на брега на Балтийско море. Намира се на около 200 km на юг от столицата Стокхолм. Най-запазеният средновековен град в Швеция е включен в Списъка на световното културно и природно наследство на ЮНЕСКО в Европа. Висбю е ограден от 3,4 километрова каменна стена. Населението му е 22 593 жители от преброяването през 2010 г.

## История
Висбю възниква около 1240 г. около основания по това време францискански манастир. Най-късно през 1288 г. градът е бил защите с крепостна стена.
През следващите десетилетия той става част от Ханзата и се превръща в един от най-големите търговски центрове в района на Балтийско море. През 1361 година остров Готланд е завзет от Дания, но Висбю успява да запази автономията си още известно време. През 1411 година датчаните изграждат своя крепост в южната част на града и засилват контрола си над града, което предизвиква упадък на търговското му могъщество. През 1525 година градът е разрушен от войските на Любек, след което е само малък град без значение за балтийската търговия.
Висбю получава статут на град през 1645 г.

## Икономика
Основен отрасъл в икономиката на града е туризмът.
Повечето от 55-те кули и 3,5 километра от крепостната стена, построени през Средновековието са запазени в началото на XXI век.

## Транспорт
Висбю има пристанище и летище. До континенталната територия на страната пътува ферибот до Оскаршхамн на запад и до Нюнесхамн на север. Има жп гара за туристическа теснолинейка, която пътува на север по около 10 km жп линия до село Вескинде и на югоизток също по около 10 km жп линия близо до село Ендре.

## Личности
Родени
- Кристофер Полхем (1661 – 1751), учен и изобретател

## Побратимени градове
- Мариехамн, Финландия

## Фотогалерия
- Градската стена
- Катедралата
- Пристанището
- Руините на църквата „Свети Николай“, построена през 1230 г.